# Lista de prefeitos de Conselheiro Lafaiete
Esta é a lista de prefeitos do município de Conselheiro Lafaiete, estado brasileiro de Minas Gerais.
A cidade já teve diversos nomes. Em 1690 era chamado de Campo Alegre dos Carijós. Em 1709, o nome ficou sendo Freguesia de Nossa Senhora da Conceição do Campo Alegre dos Carijós. No ano de 1790, a denominação foi de “Real Villa de Queluz”. Em 1866, pela Lei Provincial nº 1.276, de 2 de janeiro de 1866: “Art. 1º- Fica a ‘Real Villa de Queluz’ elevada à cidade, conservando-se o mesmo nome (Queluz - não mais Real Villa)”. Em 1934, o decreto-lei estadual nº 11.274, de 27 de março, deu à cidade, ao município e à comarca de Queluz, a denominação de Conselheiro Lafaiete.
| Nº                                                    | Nome                                                                                   | Imagem                  | Partido                                          | Início do mandato       | Fim do mandato                          | Observações                           |
| Segunda e Terceira República — Era Vargas (1930–1945) |                                                                                        |                         |                                                  |                         |                                         |                                       |
| 1                                                     | José Correa de Figueiredo (18.02.1888–07.06.1957)                                      |                         | Partido Republicano Mineiro PRM                  | 1° de janeiro de 1930   | 31 de dezembro de 1930                  | Prefeito nomeado                      |
| 2                                                     | José Bawden Teixeira                                                                   |                         | Partido Republicano Mineiro PRM                  | 1° de janeiro de 1931   | 31 de dezembro de 1934                  | Prefeito nomeado                      |
| 3                                                     | Mário Rodrigues Pereira (19.06.1898–10.09.1964)                                        |                         | Partido Progressista PP                          | 1° de janeiro de 1935   | 31 de dezembro de 1945                  | Prefeito nomeado                      |
| Quarta República (1945–1964)                          |                                                                                        |                         |                                                  |                         |                                         |                                       |
| 4                                                     | Sebastião Virgílio Ferreira (Conceição do Mato Dentro, 19??–19??)                      |                         | Partido Democrata Cristão PDC                    | 1° de janeiro de 1946   | 30 de janeiro de 1947                   | Prefeito nomeado                      |
| —                                                     | Jair Noronha (Conselheiro Lafaiete, 26.11.1901–07.03.1965)                             |                         | Partido Social Democrático PSD                   | 31 de janeiro de 1947   | 30 de janeiro de 1947                   | Prefeito interino por 7 dias          |
| 5                                                     | Antônio Bandeira Furtado Mendonça                                                      |                         | Partido Social Democrático PSD                   | 31 de janeiro de 1947   | 31 de dezembro de 1948                  | Prefeito nomeado                      |
| 6                                                     | José Narciso Teixeira Queirós                                                          |                         | Partido Trabalhista Brasileiro PTB               | 1° de janeiro de 1949   | 30 de janeiro de 1951                   | Prefeito eleito em sufrágio universal |
| 7                                                     | Telésforo Cândido de Rezende (Conselheiro Lafaiete, 05.01.1892–16.06.1965)             |                         | Partido Republicano PR                           | 31 de janeiro de 1951   | 30 de janeiro de 1955                   | Prefeito eleito em sufrágio universal |
| 8                                                     | José Narciso Queirós Neto (1904–06.02.1987)                                            |                         | Partido Trabalhista Brasileiro PTB               | 31 de janeiro de 1955   | 30 de janeiro de 1959                   | Prefeito eleito em sufrágio universal |
| 9                                                     | Telésforo Cândido de Rezende (Conselheiro Lafaiete, 05.01.1892–16.06.1965)             |                         | Partido Republicano PR                           | 31 de janeiro de 1959   | 30 de janeiro de 1963                   | Prefeito eleito em sufrágio universal |
| 10                                                    | Orlando Baeta (05.02.1913–29.06.2008)                                                  |                         | União Democrática Nacional UDN                   | 31 de janeiro de 1963   | 30 de janeiro de 1967                   | Prefeito eleito em sufrágio universal |
| Quinta República (1964–1985)                          |                                                                                        |                         |                                                  |                         |                                         |                                       |
| 11                                                    | Abel Rezende Dutra (1931–)                                                             |                         | Aliança Renovadora Nacional ARENA                | 31 de janeiro de 1967   | 30 de janeiro de 1970                   | Prefeito eleito em sufrágio universal |
| 12                                                    | Hélio Pereira de Rezende                                                               |                         | Aliança Renovadora Nacional ARENA                | 31 de janeiro de 1971   | 31 de janeiro de 1973                   | Prefeito eleito em sufrágio universal |
| 13                                                    | Camilo Prates dos Santos Junior (09.05.1932–24.06.2014)                                |                         | Aliança Renovadora Nacional ARENA                | 1º de fevereiro de 1973 | 31 de janeiro de 1977                   | Prefeito eleito em sufrágio universal |
| 14                                                    | Pedro Silva (Casa Grande, 19.10.1915 –Conselheiro Lafaiete, 19.09.1994)                |                         | Partido Democrático Social PDS                   | 1º de fevereiro de 1977 | 31 de janeiro de 1983                   | Prefeito eleito em sufrágio universal |
| Sexta República, ou Nova República (1985–presente)    |                                                                                        |                         |                                                  |                         |                                         |                                       |
| 15                                                    | Vicente de Faria Paiva (Capela Nova, 31.05.1942–)                                      |                         | Partido do Movimento Democrático Brasileiro PMDB | 1º de fevereiro de 1983 | 31 de dezembro de 1988                  | Prefeito eleito em sufrágio universal |
| 16                                                    | Arnaldo Francisco Penna (Conselheiro Lafaiete, 03.05.1941–)                            |                         | Partido da Social Democracia Brasileira PSDB     | 1º de janeiro de 1989   | 31 de dezembro de 1992                  | Prefeito eleito em sufrágio universal |
| 17                                                    | Carlos Alberto Gomes Beato (Conselheiro Lafaiete, 20.02.1950 –Ouro Branco, 10.09.2020) |                         | Partido Liberal PL                               | 1º de janeiro de 1993   | 31 de dezembro de 1996                  | Prefeito eleito em sufrágio universal |
| 18                                                    | Vicente de Faria Paiva (Capela Nova, 31.05.1942–)                                      |                         | Partido Progressista Brasileiro PPB              | 1º de janeiro de 1997   | 31 de dezembro de 2000                  | Prefeito eleito em sufrágio universal |
| 18                                                    | Vicente de Faria Paiva (Capela Nova, 31.05.1942–)                                      | Partido Progressista PP | 1º de janeiro de 2001                            | 31 de dezembro de 2004  | Prefeito reeleito em sufrágio universal |                                       |
| 19                                                    | Júlio Cesar de Almeida Barros, Dr. Júlio (Recreio, 25.03.1960–)                        |                         | Partido dos Trabalhadores PT                     | 1º de janeiro de 2005   | 31 de dezembro de 2008                  | Prefeito eleito em sufrágio universal |
| 20                                                    | José Milton de Carvalho Rocha (Barras, 04.11.1957–)                                    |                         | Partido da Social Democracia Brasileira PSDB     | 1º de janeiro de 2009   | 31 de dezembro de 2012                  | Prefeito eleito em sufrágio universal |
| 21                                                    | Ivar de Almeida Cerqueira Neto, Dr. Ivar (Conselheiro Lafaiete, 16.11.1959–)           |                         | Partido Socialista Brasileiro PSB                | 1º de janeiro de 2013   | 31 de dezembro de 2016                  | Prefeito eleito em sufrágio universal |
| 22                                                    | Mário Marcus Leão Dutra (Conselheiro Lafaiete, 15.07.1962–)                            |                         | Democratas DEM                                   | 1º de janeiro de 2017   | 31 de dezembro de 2020                  | Prefeito eleito em sufrágio universal |
| 22                                                    | Mário Marcus Leão Dutra (Conselheiro Lafaiete, 15.07.1962–)                            | 1º de janeiro de 2021   | Democratas DEM                                   | 31 de Dezembro de 2024  | Prefeito reeleito em sufrágio universal |                                       |
| 23                                                    | Leandro Tadeu Murta Chagas (Conselheiro Lafaiete, 28.10.1993–)                         |                         | Partido Renovação Democrática PRD                | 1º de janeiro de 2025   | Atual                                   | Prefeito eleito em sufrágio universal |